# Cursed
Cursed er en amerikansk gyserfilm fra 2005, instrueret af Wes Craven. I hovedrollerne er Christina Ricci, Joshua Jackson og Jesse Eisenberg
En mørk og regnfuld aften kommer de to søskende Ellie og Jimmy kørende i deres bil, da de bliver angrebet af et væsen, der rammer bilen med så stor kraft, at de bliver slynget af vejen. Mirakuløst over Ellie og Jimmy angrebet, men bagefter opdager de, at de har fået overnaturlige kræfter. Desværre viser kræfterne sig at skyldes en forbandelse, som bliver sværere og sværere for de to at styre.